# Ameles decolor
Ameles decolor — вид богомолов из рода Ameles.

## Описание

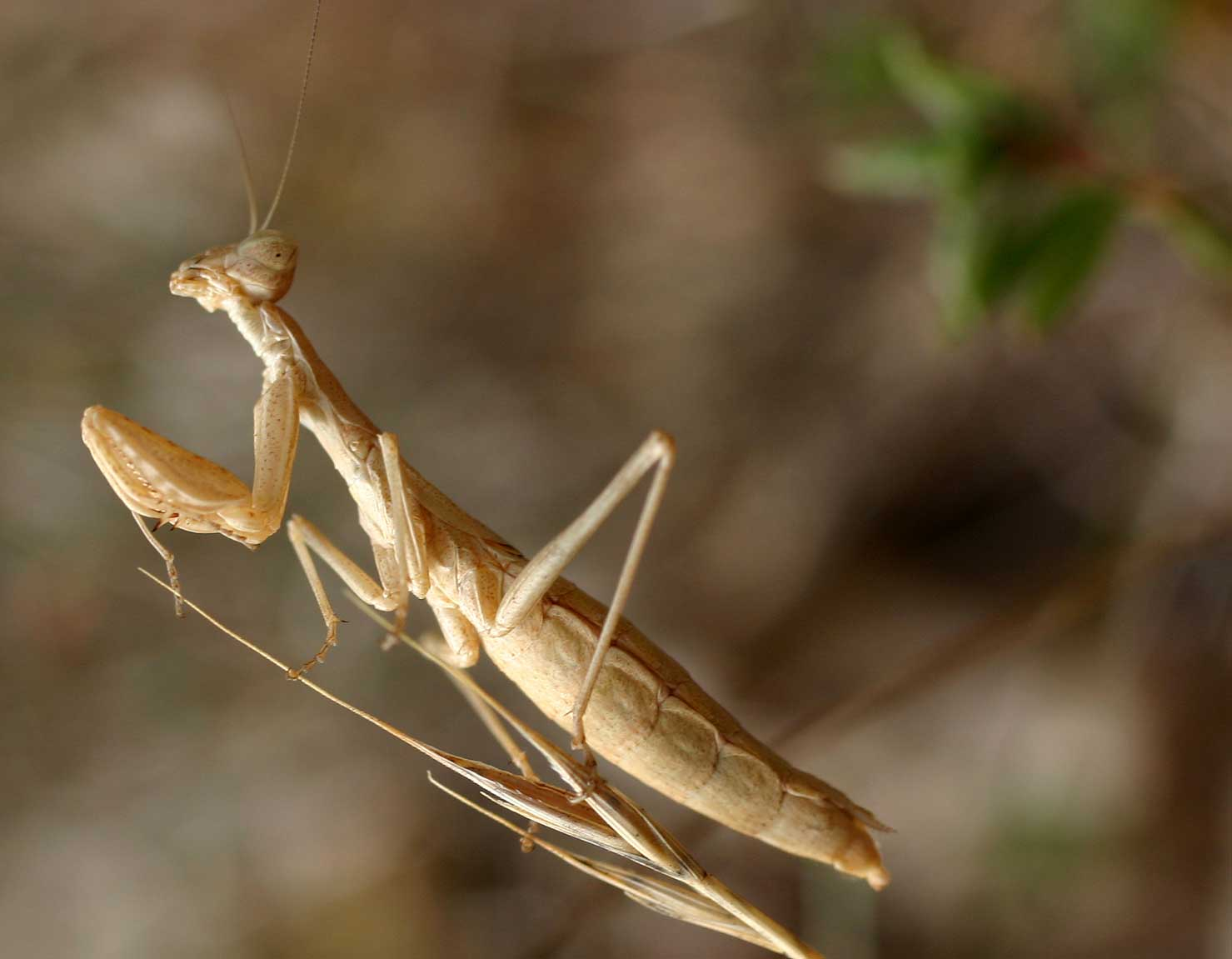

Один из самых мелких европейских богомолов — длина тела 20-25 мм. Имеет буровато-коричневую окраску. Глаза округлые. Взрослые самцы имеют длинные крылья и способны летать, в отличие от самок, у которых крылья сохранились лишь в виде небольших зачатков.

## Биология
Имаго активны с июля по сентябрь. Обитают в различной кустарниковой и травянистой растительности, среди которой они охотятся на разнообразных насекомых. Могут совершать короткие, но быстрые прыжки.

## Распространение
Распространен в Греции, островах Ионийского моря, Македонии, Адриатическом побережье, Италии, Франции, Испании, островах Средиземного моря, а также в северо-западной Африке.